# Let’s Active
Let’s Active — американский коллектив с джэнгл-поп-звучанием гитары лидера группы и автора песен Mitch Easter, сформированный в 1981 году. Mitch Easter также известен в качестве продюсера, в первую очередь, на ранних альбомах группы R.E.M. (Murmur, Reckoning) и некоторых альбомах группы Game Theory.
После непродолжительной работы в группе The Sneakers, которую он сформировал вместе с Chris Stamey, будущим участником The dB's, он организует легендарное Drive-In Studios и формирует Let’s Active с басистом Faye Hunter и ударником Sara Romweber. В 1983 году трио издаёт мини-альбом Afoot, состоящий из шести песен, на лейбле IRS Records. На следующий год у них появляется более экспериментальный альбом Cypress (1984). Несмотря на скромные тиражи релизов, они находят множество поклонников в формирующейся альтернативной / «колледж-рок» аудитории. Вскоре после этого Hunter и Romweber покидают группу и Let’s Active продолжает функционировать, по существу, как сольный проект Mitch Easter. Romweber присоединяется к группе Snatches of Pink.
Easter привлекает барабанщиков Eric Marshall и Rob Ladd, мульти-инструменталиста Angie Carlson, а также Hunter, который временно возвращается на бас для работы над альбомом Big Plans for Everybody (1986), который получит одобрение критиков, но также будет безуспешен в реализации. На следующем альбоме Every Dog Has His Day (1988) появляется новый басист John Heames. После малого промотура по кампусам колледжей, группа повисла в неопределённости — последующие альбомы так и не были записаны. Easter продолжил продюсерскую деятельность, а также записывался с группами Velvet Crush, Vinyl Devotion, Shalini и The Fiendish Minstrels. Его первый сольный альбом Dynamico появился в 2007 году.
В 2014 году Easter и Sara Romweber воссоединяют Let’s Active для благотворительных выступлений в помощь больным раком.

## Дискография

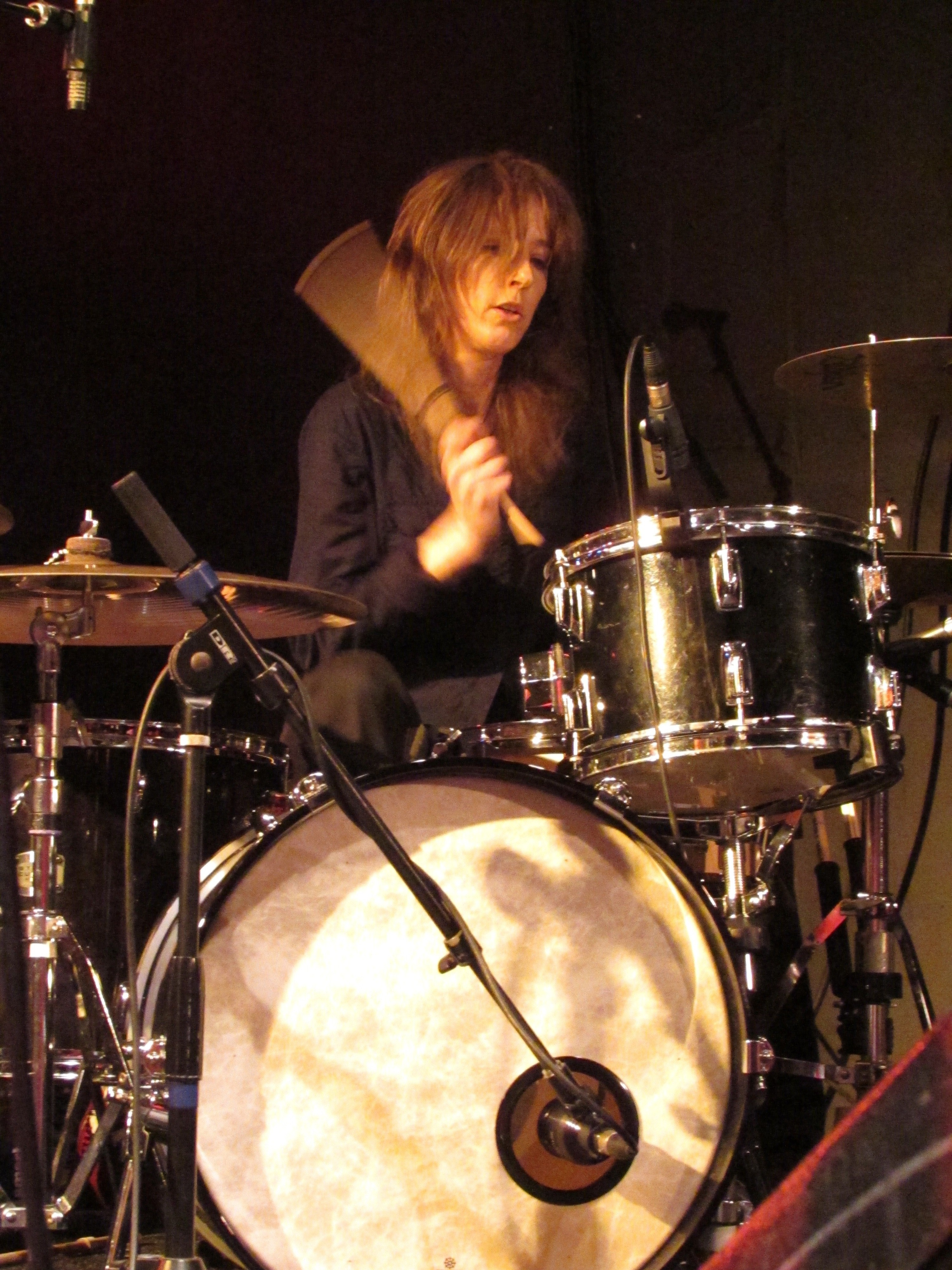
Sara Romweber в 2014 году.

### Альбомы
- Cypress (1984, I.R.S.)
- Big Plans for Everybody (1986, I.R.S.)
- Every Dog Has His Day (1988, I.R.S.)

### Мини-альбом
- Afoot (1983, I.R.S.)

### Сингл
| Year | Title                   | Chart positions | Chart positions | Chart positions    | Chart positions | Album                 |
| Year | Title                   | US Hot 100      | US Modern Rock  | US Mainstream Rock | UK              | Album                 |
| ---- | ----------------------- | --------------- | --------------- | ------------------ | --------------- | --------------------- |
| 1988 | «Every Dog Has His Day» | -               | 17              | -                  | -               | Every Dog Has His Day |

## Видеоклипы
- Let’s Active — Every Word Means No Архивная копия от 22 апреля 2017 на Wayback Machine
- Let’s Active — Waters Part Архивная копия от 2 февраля 2017 на Wayback Machine
- Let’s Active — In Little Ways Архивная копия от 13 декабря 2016 на Wayback Machine
- Let’s Active — Writing The Book Of Last Pages (live) Архивная копия от 19 октября 2016 на Wayback Machine
- Let’s Active — Every Dog Has It’s Day Архивная копия от 29 сентября 2016 на Wayback Machine